# Jim Knopf und Lukas der Lokomotivführer

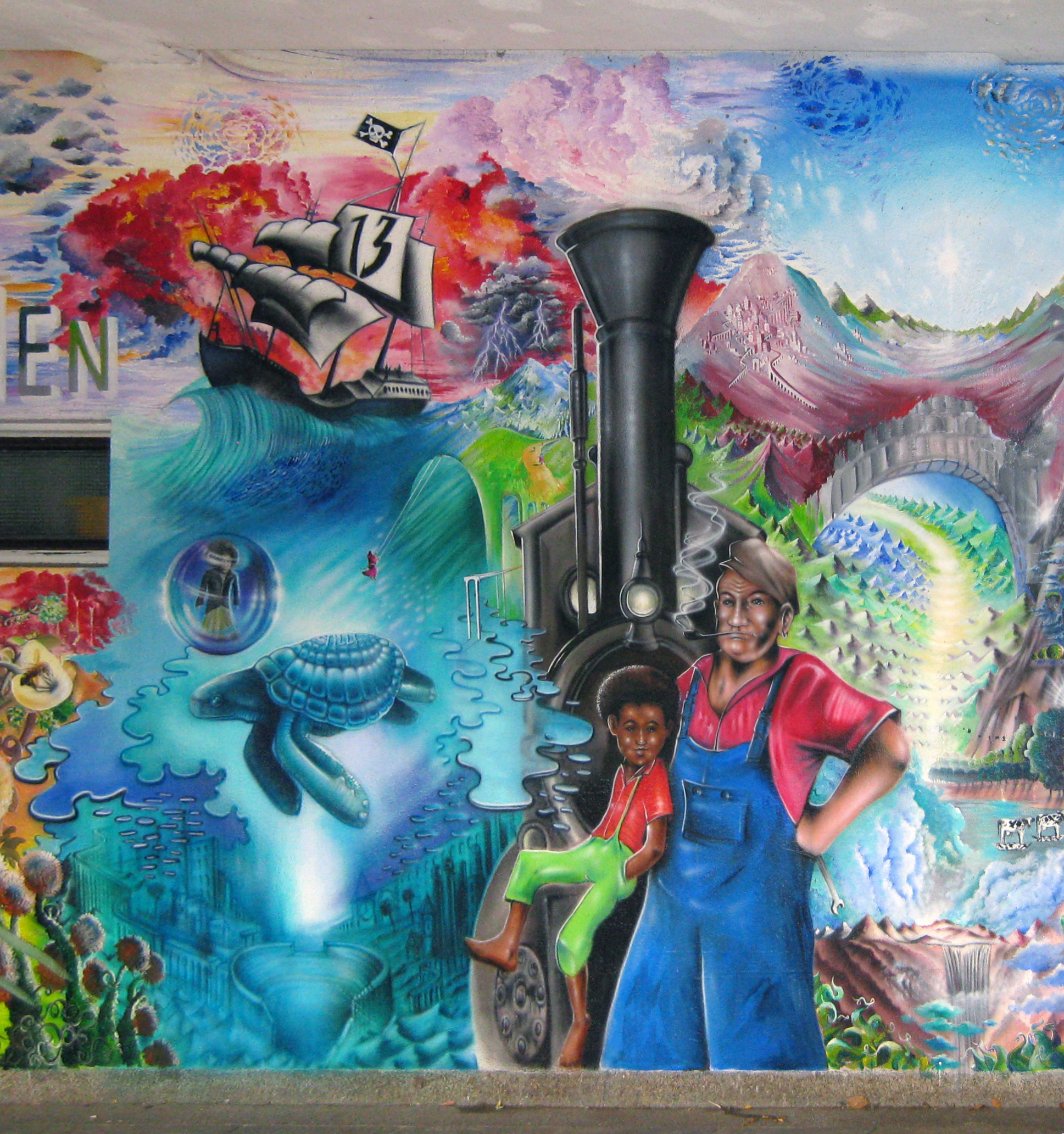
Fassadenmalerei nach Reinhard Michl mit Jim, Lukas, der Lokomotive Emma, dem Piratenschiff der Wilden 13 und dem Barbarischen Meer

Jim Knopf und Lukas der Lokomotivführer ist ein Kinderbuch des deutschen Schriftstellers Michael Ende aus dem Jahr 1960. Der Folgeband aus dem Jahr 1962 heißt Jim Knopf und die Wilde 13. Die Illustrationen der Originalausgabe stammen von Franz Josef Tripp; 1983 schuf Reinhard Michl für eine Neuausgabe neue Illustrationen.
Beide Bücher gehören zu den erfolgreichsten und beliebtesten Kinderbüchern im deutschsprachigen Raum. Jim Knopf gewann 1960 den Deutschen Jugendbuchpreis sowie eine Würdigung in der Ehrenliste 1962 des Hans-Christian-Andersen-Preises. Übersetzungen werden unter anderem in Großbritannien, Israel, Italien, Japan, den Niederlanden, Portugal, Spanien, Schweden und den USA verkauft.
Von beiden Büchern gibt es sehr bekannte Adaptionen durch die Augsburger Puppenkiste. Die Serie wurde erstmals 1961/1962 in Schwarz-Weiß gedreht und 1976/1977 in Farbe komplett neuverfilmt. Daneben wurde 1999 erstmals eine Zeichentrickserie mit 52 Folgen ausgestrahlt und 2018 kam die erste Realverfilmung in die Kinos.

## Handlung

### Jim Knopf und Lukas der Lokomotivführer
Auf der kleinen Insel Lummerland wohnen neben König Alfons dem Viertel-vor-Zwölften der Lokomotivführer Lukas mit seiner Dampflok Emma sowie die Ladenbesitzerin Frau Waas und Herr Ärmel. Eines Tages bringt der Postbote ein Paket, in dem sich ein kleiner schwarzer Junge befindet. Das Findelkind erhält von Lukas den Namen Jim, weil es „genauso aussieht“, und wird von Frau Waas großgezogen. Eines Tages bestellt der König Lukas und Emma zu sich ins Schloss. Er erklärt Lukas, dass Lummerland zu klein sei, um mit Jim einen weiteren Untertanen zu beherbergen, und fordert Lukas schweren Herzens auf, sich von Emma zu trennen. Da jedoch weder Lukas sich von Emma noch Jim sich von Lukas trennen mag, verlassen beide die Insel heimlich nachts mit der zum Schiff umgebauten Emma.
Nach langer Seereise landen sie in Ping, der Hauptstadt von Mandala. Dort wollen sie zum Kaiser, werden aber nicht in den Kaiserpalast eingelassen. Erfolglos versuchen sie, Geld zu verdienen, indem sie Emma als Karussell einsetzen. Hungrig treffen sie auf Ping Pong, der ihnen Reis aus der Küche des Palastes besorgt. Von ihm erfahren sie, dass die Kaisertochter Prinzessin Li Si in der Drachenstadt gefangengehalten wird und der Kaiser sehr um sie trauert.
Jim und Lukas sprechen mit dem Oberbonzen Pi Pa Po, der die beiden wegen Bonzenbeleidigung in den Kerker werfen lassen will. Ping Pong rettet sie und ermöglicht auch ein Gespräch mit dem Kaiser. Dieser erzählt, dass Fischer im Gelben Fluss eine Flaschenpost von Li Si fanden, in der sie schrieb, sich in der Drachenstadt Kummerland bei Frau Mahlzahn in der Alten Straße 133 in der „dritten Etage links“ zu befinden. Lukas erkennt, dass das Paket, in dem Jim nach Lummerland kam, an genau diese Adresse geschickt werden sollte.
Der Kaiser beschreibt ihnen den Weg aus der Stadt bis zu einem Gebirge, genannt die Krone der Welt. Um auf die andere Seite zu gelangen, gibt es nur eine Möglichkeit: die Durchquerung des Tals der Dämmerung. Nur knapp entkommen die beiden Abenteurer dabei dem Tod, da die Felswände im Tal unter den tausendfach reflektierten Schallwellen der fahrenden Lokomotive zusammenbrechen. Sie erreichen die Wüste namens Ende der Welt. Lukas gelingt es mit Jims Hilfe, Emma zu reparieren, die bei der rasanten Flucht durch das einstürzende Tal Schaden genommen hat. Sie lernen das Phänomen der Fata Morgana kennen, drohen aber ohne Wasser in der Wüste zu verdursten. Nach stundenlanger Fahrt lernen sie den freundlichen Scheinriesen Herrn Tur Tur kennen, der sie in seiner Oase aufnimmt und am nächsten Tag bis zur Region der Schwarzen Felsen führt, der nächsten Hürde auf dem Weg in die Drachenstadt.
Nachdem Jim und Lukas den Mund des Todes in der Region der schwarzen Felsen passiert haben, erreichen sie das Land der Tausend Vulkane. Dort treffen sie auf den Halbdrachen Nepomuk, dessen defekten Vulkan Lukas repariert. Zum Dank verrät Nepomuk ihnen den streng geheimen Weg in die Drachenstadt. Sie verkleiden Emma als feuerspeienden Drachen und gelangen so in die Drachenstadt Kummerland und zur Alten Straße 133, wo die Schule des bösen Drachen Frau Mahlzahn liegt. Sie erfahren, dass viele Kinder aus den verschiedensten Ländern der Welt von der Piratenbande Die Wilde 13 entführt und an Frau Mahlzahn verkauft wurden, unter ihnen die vermisste Prinzessin Li Si. Jim Knopf und Lukas können schließlich mit Emmas Hilfe Frau Mahlzahn überwältigen, gefangen nehmen und die Kinder befreien. Auf dem Gelben Fluss, der hinter Frau Mahlzahns Haus entspringt und unterirdisch durch die Krone der Welt fließt, kehren sie mit der gefesselten Frau Mahlzahn im Schlepptau nach Ping zurück. Li Si erzählt unterwegs die Geschichte, wie sie von der Wilden 13 gefangen und an Frau Mahlzahn übergeben wurde.
Nach der glücklichen Rückkehr verspricht der Kaiser seine Tochter an Jim und lässt Frau Mahlzahn in eine Pagode sperren. Sie bedankt sich bei den Freunden, weil diese sie überwunden, aber nicht getötet haben. Das ermöglicht ihr, sich schlafend in einen Goldenen Drachen der Weisheit zu verwandeln. Bereits zu Beginn der ein Jahr andauernden Verwandlung besitzt sie die Weisheit, um Jim und Lukas die Frage zu beantworten, wie sie zusammen nach Lummerland zurückkehren können, obwohl dort nicht genug Platz für alle ist. Die Lösung ist eine schwimmende Insel. Frau Mahlzahn erklärt ihnen den Weg dorthin und fällt in ihren einjährigen Schlaf.
Auf der Rückfahrt nach Lummerland mit dem Staatsschiff des Kaisers fangen sie die schwimmende Insel ein und schleppen sie nach Lummerland. Dort feiern Jim und Li Si ihre Verlobung und Jim erlebt erneut eine Überraschung: Emma hat ein Baby namens Molly bekommen, so dass Jim nun auch ein richtiger Lokomotivführer mit einer eigenen Lokomotive sein kann.

### Jim Knopf und die Wilde 13
Seit der Rückkehr von Jim und Lukas nach ihrer abenteuerlichen Reise nimmt das Leben auf Lummerland seinen Lauf. Als eines Tages der Postbote mit seinem Postschiff gegen Neu-Lummerland stößt, weil er es nicht gesehen hat, beschließt der König, einen Leuchtturm zu installieren. Allerdings ist Lummerland dafür zu klein. Ein Leuchtturm, der gleichzeitig riesengroß ist und trotzdem kaum Platz einnimmt, soll her. Jim denkt dabei an den Scheinriesen Herrn Tur Tur, der genau diese Eigenschaften erfüllt, und die beiden Abenteurer machen sich mit Emma und Molly zu Wasser auf den Weg zur Wüste am Ende der Welt, um Herrn Tur Tur nach Lummerland zu bringen.
Im Barbarischen Meer helfen Jim und Lukas der Meerjungfrau Sursulapitschi und ihrem Vater, dem Meerkönig Lormoral, als diese sie bitten, das Meeresleuchten zu reparieren. Sursulapitschi erzählt ihnen vom Kristall der Ewigkeit, einem unzerstörbaren Glas, das ihr Verlobter, der Schildnöck Uschaurischuum, herstellen soll, um von Lormoral die Einwilligung zur Heirat zu bekommen. Dazu benötigt er die Partnerschaft mit einem Feuerwesen. Am Großen Gurumusch-Magnetfelsen können Jim und Lukas das Meeresleuchten wiederherstellen. Allerdings finden sie heraus, dass es nicht dauerhaft aktiviert sein darf, weil dadurch auch die Magnetfelsen aktiviert werden, wodurch Schiffe angezogen und an ihnen zerschellen würden. Zudem kämen sie dann gar nicht vom Magnetfelsen weg, da Emma und Molly ebenfalls vom Magneten angezogen würden. Es wird also ein Wärter benötigt, der den Magnetismus deaktiviert, wenn sich ein Schiff nähert.
Aus zwei magnetischen Gesteinsbrocken und einem Schürhaken bauen Lukas und Jim ihre Lokomotive Emma in ein flugfähiges „Perpetumobil“ um. Sie brechen mit Emma wieder auf, müssen aber Molly auf dem Magnetfelsen zurücklassen. Sie fliegen über die Krone der Welt, landen in der Wüste und besuchen dort Herrn Tur Tur. Der ist aus seinem Haus geflüchtet, da ihn ein angeblicher „Unhold“ von dort vertrieben hat. Dieser wiederum versteckt sich aus Angst vor dem Scheinriesen in dessen Haus. Er entpuppt sich als der Halbdrache Nepomuk. Lukas und Jim machen Herrn Tur Tur und Nepomuk miteinander bekannt, wonach beide einsehen, dass es keinen Grund gibt, Angst voreinander zu haben.
Nepomuk erzählt Jim und Lukas von seiner Flucht vor den Drachen aus der Drachenstadt, da diese herausfanden, dass er Jim und Lukas geholfen hatte. Lukas findet, dass Nepomuk der geeignete Wärter für die Magnetfelsen sein könnte. Die Vier fliegen mit Emma zum Gurumusch-Magnetfelsen zurück. Jim und Lukas stellen Nepomuk dem Schildnöck Uschaurischuum vor, der in dem Halbdrachen das friedlich gesinnte Feuerwesen findet, das er zur Herstellung des Kristalls der Ewigkeit benötigt.
Zu Jims Schrecken ist jedoch Molly verschwunden. Die Freunde vermuten, dass sie ins Wasser gefallen sein könnte. Sie bauen Emma in ein Unterseeboot um, um auf dem Meeresgrund nach Molly zu suchen. Dazu füllen sie den Dampfkessel der Lokomotive mit Wasser und lassen sie von Seepferdchen ziehen. Da sie vergessen haben, Nepomuk über den Tauchgang zu informieren, entkommen sie nur knapp der Anziehungskraft der aktivierten Magnetfelsen. Außerdem werden sie mit der Zeit müde, da in Emmas Führerhaus die Atemluft zur Neige geht. Da sie nicht auftauchen können, fahren sie zu einer Insel, wo Emma auf den Strand gerollt werden kann. Bevor sie bewusstlos werden, sehen sie unter Wasser die Ruinen einer geheimnisvollen Stadt.
Als sie wieder erwachen, sind sie in Lummerland. Dort tritt Herr Tur Tur seine Stelle als lebender Leuchtturm an. Auch trifft ein Brief von der Piratenbande Die Wilde 13 an Frau Mahlzahn ein, den Lukas stellvertretend entgegennimmt. Aus dem Brief können die Freunde entnehmen, dass Die Wilde 13 Molly mitgenommen hat, in der falschen Annahme, Molly sei anstelle des üblichen Schnapses die – höchst unattraktive – Bezahlung Frau Mahlzahns für die entführten Kinder. Frau Mahlzahn hat unterdessen ihre Verwandlung zum Goldenen Drachen der Weisheit vollendet. Der Kaiser informiert Jim und Lukas, dass der Drache bald erwacht und sie gemeinsam mit Li Si nach Mandala kommen sollen. Doch sie erhalten vom Drachen in nur teilweise verständlichen Worten Hinweise, wie sie Die Wilde 13 finden, Molly zurückbekommen und das Geheimnis von Jims Herkunft herausfinden können.
Am nächsten Tag brechen sie mit einem Schiff des Kaisers auf, die Piratenbande zu suchen. Keiner ahnt, dass Prinzessin Li Si sich aus Trotz als Blinder Passagier an Bord geschlichen hat, nachdem Jim ihr verboten hatte, mitzukommen. Sie treffen auf das Schiff der Wilden 13 und eine wilde Seeschlacht entbrennt. Zwar können Jim und Lukas Molly auf ihr Schiff bringen, doch die Piraten gewinnen die Schlacht, nehmen alle gefangen und versenken das Schiff des Kaisers. Als Einziger kann Jim sich auf dem Piratenschiff verstecken, muss aber mit ansehen, wie Molly mit dem kaiserlichen Schiff untergeht.
Die Piraten segeln in einen Taifun und durch eine Wasserhose in ihre Heimatfestung, genannt das Land, das nicht sein darf. Dem Rat des Goldenen Drachen der Weisheit folgend kann Jim den Stern des Hauptmanns an sich bringen, das Erkennungszeichen der Anführerschaft der Bande. Er belauscht die Piraten und erfährt so, dass er von ihnen in einem Binsenkörbchen liegend aus dem Meer gefischt wurde und an Frau Mahlzahn geschickt werden sollte. Bald darauf bemerken die Piraten das Fehlen des Sterns. Da sie einander nun nicht mehr unterscheiden können und nicht mehr wissen, wer das Sagen hat, streiten und prügeln sich die genau gleichstarken Piraten gegenseitig bewusstlos, so dass Jim sie fesseln und seine Freunde befreien kann. In der Schatzkammer der Festung findet Jim heraus, dass er in Wirklichkeit Prinz Myrrhen von Jamballa ist. Die Piraten empfinden wegen Jims List und seiner Großzügigkeit, ihnen die Freiheit zu geben, großen Respekt vor ihm und sehen ihn als ihren neuen Anführer an. Sie verlassen mit dem Piratenschiff durch die Wasserhose das Land, das nicht sein darf und segeln bis nach Mandala zum Goldenen Drachen der Weisheit. Dieser befreit die Piraten von dem Irrglauben, Die Wilde 13 zu sein, denn in Wirklichkeit sind sie nur zu zwölft. Außerdem verkündet der Drache ihnen, dass das versunkene Jamballa wieder auftauchen wird, wenn sie das Land, das nicht sein darf versenken. Dazu müssen sie die zwölf Türen der Piratenfestung gleichzeitig öffnen. Das geschieht, und als Jamballa sich aus dem Meer erhebt, zeigt sich, dass das kleine Lummerland in Wirklichkeit der höchste Gipfel Jamballas ist.
Jim alias Prinz Myrrhen kann sein Land als Jimballa in Besitz nehmen und Li Si heiraten. Uschaurischuum und Sursulapitschi geben Jim Molly zurück, die sie weit im Süden an der tiefsten Stelle des Ozeans fanden. Uschaurischuum hat das Eisen der Lokomotive mit dem Kristall der Ewigkeit in unzerstörbares Glas verwandelt.

## Hintergrund

### Entstehung
Ende schrieb ab 1957 an seinem ersten Kinderroman. Er hatte sich zuvor ohne Erfolg als Theaterautor versucht und verfasste Kinorezensionen für den Bayerischen Rundfunk und Beiträge fürs Kabarett. Für die erste Fassung fand Ende zuerst zwar keinen Verlag, aber hatte ein Angebot des Bayerischen Fernsehens, das Jim Knopf als Bildergeschichte in zehn oder zwölf Folgen zeigen wollte. Aus Kostengründen sollte allerdings ein Teil der Zeichnungen von einem Verlag als Buchillustrationen übernommen werden. Sammy Drechsel, der Autor von Elf Freunde müßt ihr sein, den Ende vom Kabarett kannte, empfahl ihm den Thienemann-Verlag von Richard und Lotte Weitbrecht. Dieser Verlag ging Anfang 1958 darauf ein und schlug Franz Josef Tripp oder Winnie Gebhardt-Gayler vor. Allerdings sollte der Roman dann gekürzt oder aufgeteilt werden, da Illustrationen einen einzigen Band zu teuer und umfangreich machen würden. Ende entschied sich für die Aufteilung. Dies erforderte eine Überarbeitung der Handlung, sodass der erste Band erst 1960 und der zweite Band 1962 erschien. Für die Illustrationen der Erstausgabe beauftragte der Verlag Franz Josef Tripp. Diese Bilder sind am verbreitetsten. Michael Ende dagegen bevorzugte für eine Neuauflage von 1983 Reinhard Michl.
Der Autor schrieb 1960 in einem Brief an Richard Weitbrecht über sein Konzept: „… daß ich […] davon ausgegangen bin, daß möglichst jede Szene für Kinder spielbar sein sollte, daß alle ihre Spielsachen darin vorkommen und daß alles im Kinderzimmer vor sich geht und daß schließlich auch bei den schauerlichsten Abenteuern niemals die Behaglichkeit der Geborgenheit ganz verloren geht.“
Im Februar 2024 gab der Thienemann-Verlag eine Neufassung der Jim-Knopf-Bücher bekannt, in der man das „N-Wort“ streichen, die „stereotypen Beschreibungen“ reduzieren und den Bucheinband durch Entfernung der Pfeife aktualisieren werde.

### Interpretationen
Julia Voss interpretiert das Buch als eine Gegengeschichte zu nationalsozialistischen Bilderwelten und zeitgenössischer Fehlinterpretationen des Darwinismus. Sie deckt dabei auch eine mögliche Herkunft des Namens Jim Knopf auf. Zur Besatzung des Forschungsschiffes Beagle, mit dem Charles Darwin reiste, gehörte ein Junge mit Namen Jemmy Button, also zu deutsch Jemmy „Knopf“. Der Ureinwohner Feuerlands war zuvor von einer anderen Expedition in das England des 19. Jahrhunderts verschleppt worden, dessen Züge Lummerland nach Auffassung von Voss trägt. Stützen ihrer Interpretation, neben autobiographischen Zeugnissen und der anthroposophischen Prägung des Autors, sieht sie in den Beschreibungen und der Rassenpolitik Kummerlands sowie in Jamballa als Gegenversion zu nationalsozialistischen Atlantismythen.

## Hörspiel
Anfang der 1970er folgte eine dreiteilige Hörspiel-Fassung von Jim Knopf und Lukas der Lokomotivführer u. a. mit Ende selbst als Erzähler sowie seiner Frau Ingeborg Hoffmann als Frau Mahlzahn. 1973 folgte auch der Nachfolger als Hörspiel (ebenfalls in drei Teilen), Hoffmann sprach weiterhin den Drachen, die weiteren Sprecher waren neu, nämlich Harald Leipnitz als Erzähler, sowie Florian Halm als Jim Knopf, Benno Hoffmann als Lukas, Mogens von Gadow als Postbote, Lisa Ravel als Frau Waas, Karl Renar als Herr Ärmel, Max Mairich als König Alfons, Gabriela Dossi als Sursulapitschi, Dietrich Thoms als Meerkönig Lormoral, Wolfgang Büttner als Herr Tur Tur, Thomas Piper als Nepomuk, Kathrin Simon als Prinzessin Li Si, Franz Schafheitlin als Kaiser von China, Alexander Malachowsky als Oberbonze Ping Pong, Michael Cramer als Kapitän und Horst Sachtleben, Piper und von Gadow als Piraten der Wilden 13.

## Bühne, Fernsehen und Kino

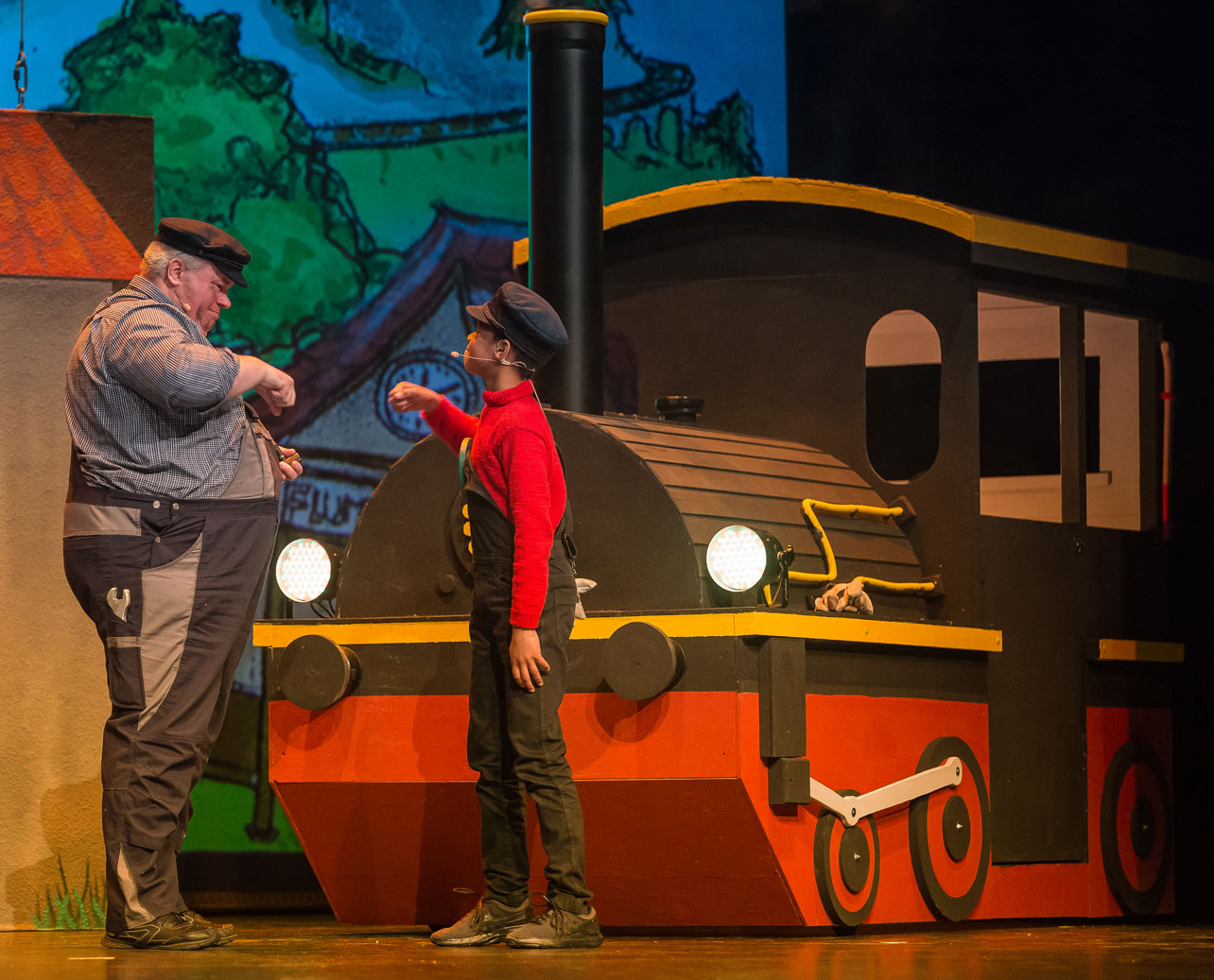
Jim Knopf und Lukas, der Lokomotivführer (mit Emma, der Lokomotive) im Schauspielensemble Iserlohn, 2019

Der Stoff wurde bereits früh für Bühne und Fernsehen aufbereitet, wie ab 1961/1962 als Marionettenspiel durch die Augsburger Puppenkiste. Später folgte eine deutsch-französische Zeichentrickserie (1999–2000). Ins Kino kam Jim Knopf mit zwei Realfilmen von 2018 und 2020. Von 1970 stammt eine schweizerdeutsche Musicalfassung von Jörg Schneider und Emil Moser, später folgten eine weitere Bearbeitung für Musical von Christian Berg mit der Musik von Konstantin Wecker (1999) und Opernfassungen von Elena Kats-Chernin (2019) und Tobias Rokahr (2021 und 2025).

### Verfilmungen durch die Augsburger Puppenkiste
1961/1962 verfilmte die Augsburger Puppenkiste in Zusammenarbeit mit dem Hessischen Rundfunk beide Bücher in Schwarz-Weiß fürs Fernsehen. Beide Serien umfassten je fünf Folgen mit je 28–35 Minuten Laufzeit. Bei Wiederholungen ab 1965/1966 wurde die Serie nur noch gekürzt ausgestrahlt. 1976/1977 erfolgte eine Neuverfilmung in Farbe. Die Neuverfilmung bestand aus je vier Folgen je Serie von einheitlich ca. 30 Minuten Laufzeit.
Das Theater entwickelte hier, wie auch bei anderen Stücken, seine eigene Bühnenfassung. Das musste Ende hinnehmen, obwohl er sich auch nach seinem Erfolg als Kinderbuchautor hauptsächlich als Theaterautor verstand und ihm überdies Einnahmen entgingen.

#### Synchronisation
| Rolle                                            | Stimme 1961/1962                                                                                           | Stimme 1976/1977                                                                        |
| ------------------------------------------------ | --- | --------------------------------------------------------------------------------------- |
| Lukas, der Lokomotivführer                       | Walter Schellemann                                                                                         | Manfred Jenning                                                                         |
| Jim Knopf                                        | Elisabeth Göttler                                                                                          | Winfried Küppers                                                                        |
| Jim Knopf als Baby                               | Jürgen Marschall                                                                                           | Klaus Marschall                                                                         |
| Erzähler                                         | Manfred Jenning                                                                                            | Sepp Wäsche                                                                             |
| König Alfons, der Viertel-vor-Zwölfte            | Max Bößl                                                                                                   | Gerhard Jentsch                                                                         |
| Herr Ärmel                                       | Günter Knecht                                                                                              | Arno Bergler                                                                            |
| Frau Waas                                        | Rose Oehmichen                                                                                             | Rose Oehmichen                                                                          |
| Briefträger                                      | Walter Oehmichen                                                                                           | Hanns-Joachim Marschall                                                                 |
| Nachrichtensprecher der ARD                      | Günter Knecht                                                                                              | Manfred Jenning                                                                         |
| Nachrichtensprecher des Bayerischen Rundfunks    | Manfred Jenning                                                                                            | Manfred Jenning                                                                         |
| Nachrichtensprecher des American Forces Networks | Hanns-Joachim Marschall                                                                                    | Hanns-Joachim Marschall                                                                 |
| Nachrichtensprecher des Häsischen Rundfunks      | Harald Schäfer                                                                                             | Walter Feser                                                                            |
| Türhüter                                         | Hanns-Joachim Marschall                                                                                    | Sepp Wäsche                                                                             |
| Ping Pong                                        | Rosemarie Stock                                                                                            | Christel Peschke                                                                        |
| Oberbonze Pi Pa Po                               | Manfred Jenning                                                                                            | Manfred Jenning                                                                         |
| zweiter Bonze                                    | Günter Knecht                                                                                              | Arno Bergler                                                                            |
| dritter Bonze                                    | Max Bößl                                                                                                   | Hanns-Joachim Marschall                                                                 |
| Kaiser Pung Ging / Tsching Bum                   | Walter Oehmichen                                                                                           | Walter Oehmichen                                                                        |
| Prinzessin Li Si                                 | Gerlind Ohst                                                                                               | Ariane Roggen                                                                           |
| Herr Tur Tur                                     | Manfred Jenning                                                                                            | Herbert Meyer                                                                           |
| Nepomuk                                          | Max Bößl                                                                                                   | Hanns-Joachim Marschall                                                                 |
| Wächter Drachenstadt                             | Walter Oehmichen                                                                                           | Herbert Meyer                                                                           |
| Frau Mahlzahn / Goldener Drache der Weisheit     | Margot Schellemann                                                                                         | Margot Schellemann                                                                      |
| Prinzessin Sursulapitschi                        | Margot Schellemann                                                                                         | Christel Peschke                                                                        |
| Meerkönig Lormoral                               | Walter Oehmichen                                                                                           | Sepp Wäsche                                                                             |
| Schildnöck Uschaurischuum                        | Walter Oehmichen                                                                                           | Manfred Jenning                                                                         |
| Seeräuber der Wilden 13                          | Max Bößl, Günter Knecht, Walter Oehmichen, Walter Schellemann, Manfred Jenning und Hanns-Joachim Marschall | Sepp Wäsche, Arno Bergler, Hanns-Joachim Marschall, Winfried Küppers und Gotthard Ebert |

### Musical
Die erste Musicalversion wurde von Emil Moser und Jörg Schneider auf Schweizerdeutsch geschrieben und im November 1970 am Opernhaus Zürich uraufgeführt (u. a. mit Ruedi Walter als Lukas, Margrit Rainer als Frau Waas und Zarli Carigiet als König Alfons der Viertel-vor-Zwölfte).
Eine zweite Musicalfassung des Stoffes wurde von Christian Berg geschrieben. Die Musik hierzu lieferte Konstantin Wecker. Diese Fassung geht mit dem Originaltext erstmals sehr frei um.

### Oper
An der Komischen Oper Berlin wurde Jim Knopf und Lukas der Lokomotivführer 2019 als Singspiel uraufgeführt. Komponistin ist Elena Kats-Chernin, Librettistin Susanne Felicitas Wolf. Uraufführung einer gleichnamigen Kinderoper von Tobias Rokahr war 2021 am Theater Erfurt. Librettistin ist Katharina Tarján.

### Kinderumzug/primärpädagogische Inszenierung
Eine wichtige (von Michael Ende in mehrseitigen Briefdokumenten als exzellent bewertete) primärpädagogische Inszenierung von Jim Knopf und Lukas der Lokomotivführer fand 1974 während eines Kinderumzuges in Wilhelmsdorf statt. Sie wurde von der Pädagogin und schwäbischen Mundartdichterin Hildegard Gerster-Schwenkel konzipiert und während des Festumzugs zum 150-jährigen Bestehen der Brüdergemeinde Wilhelmsdorf zur Aufführung gebracht.

### Zeichentrickserie
Eine deutsch-französische Zeichentrickserie mit 52 Folgen stammt von 1999 bis 2000.

### Realverfilmung
In den Jahren 2016/2017 entstand im Studio Babelsberg unter Regie von Dennis Gansel eine Realverfilmung des Buchs von Michael Ende für die Kinoleinwand. Neben Henning Baum als Lukas, der Lokomotivführer und Solomon Gordon als Jim Knopf kam eine prominent besetzte Schauspielerriege zum Einsatz (Annette Frier, Christoph Maria Herbst, Uwe Ochsenknecht und weitere). Der Film kam am 29. März 2018 in die deutschen Kinos. Bis Ende Juni 2018 hatte er in Deutschland mit über 1,5 Millionen Kinobesuchern fast 11 Millionen Euro eingespielt (bei geschätzten Produktionskosten von etwa 25 Millionen Euro). Die Fortsetzung erschien im Oktober 2020.

## Ausgaben
- Michael Ende: Jim Knopf und Lukas, der Lokomotivführer. Thienemann, Stuttgart seit 1960 in verschiedensten Ausgaben; aktuelle Neuausgabe: ISBN 978-3-522-17650-7; Taschenbuchausgabe: Carlsen, Hamburg 2014, ISBN 978-3-551-31306-5.
- Michael Ende: Jim Knopf und die Wilde 13. Thienemann, Stuttgart seit 1962 in verschiedensten Ausgaben, aktuelle NA: ISBN 978-3-522-17651-4; Taschenbuchausgabe: Carlsen, Hamburg 2014, ISBN 978-3-551-31307-2.

## Medien

### Audio-CD
- Jim Knopf und Lukas der Lokomotivführer, Teil 1: „Lummerland“. Lesung, Silberfisch, ISBN 978-3-86742-207-9.
- Jim Knopf und Lukas der Lokomotivführer, Teil 2: „Mandala“. Lesung, Silberfisch, ISBN 978-3-86742-208-6.
- Jim Knopf und Lukas der Lokomotivführer, Teil 3: „Kummerland“. Lesung, Silberfisch, ISBN 978-3-86742-209-3.
- Jim Knopf und Lukas der Lokomotivführer, Tl. 1, „Von Lummerland nach China“. Hörspiel-CD. Universal, ISBN 3-89765-732-5.
- Jim Knopf und Lukas der Lokomotivführer, Tl. 2, „Von China bis ans Ende der Welt“. Hörspiel-CD. Universal, ISBN 3-89765-734-1.
- Jim Knopf und Lukas der Lokomotivführer, Tl. 3, „Von Kummerland nach Lummerland“. Hörspiel-CD. Universal, ISBN 3-89765-736-8.
- Jim Knopf und Lukas der Lokomotivführer. Hörspiel-CD. Neuinszenierung des WDR (2010). Der Audio Verlag, ISBN 978-3-89813-935-9.
- Jim Knopf und die Wilde 13, Teil 1: „Das Meeresleuchten“. Lesung. Silberfisch, ISBN 978-3-86742-216-1.
- Jim Knopf und die Wilde 13, Teil 2: „Der Magnetfelsen“. Lesung. Silberfisch, ISBN 978-3-86742-217-8.
- Jim Knopf und die Wilde 13, Teil 3: „Das Land, das nicht sein darf“. Lesung. Silberfisch, ISBN 978-3-86742-218-5.
- Jim Knopf und die Wilde 13, Hörspiel-CD, Neuinszenierung des WDR, Der Audio Verlag, ISBN 978-3-89813-936-6.
- Jim Knopf und die Wilde 13, Tl. 1, „Das Perpetumobil“. Hörspiel-CD. Universal, ISBN 3-89765-738-4.
- Jim Knopf und die Wilde 13, Tl. 2, „Die große Seeschlacht“. Hörspiel-CD. Universal, ISBN 3-89765-740-6.
- Jim Knopf und Lukas der Lokomotivführer. Das Musical. Universal, ISBN 3-89765-894-1.

### DVD
- Augsburger Puppenkiste: Jim Knopf und Lukas der Lokomotivführer. hrMedia, Frankfurt am Main 2004, ISBN 3-89844-099-0  (Alle vier Folgen auf einer DVD)
- Augsburger Puppenkiste: Jim Knopf und die Wilde 13. hrMedia, Frankfurt am Main 2004, ISBN 3-89844-100-8, alle vier Folgen auf einer DVD
- Augsburger Puppenkiste: Jim Knopf. hrMedia, Frankfurt am Main, ISBN 3-89844-136-9, alle acht Folgen auf zwei DVDs
- Augsburger Puppenkiste: Jim Knopf und Lukas, der Lokomotivführer und die Wilde 13; Kater Mikesch. hrMedia, Frankfurt am Main 2006, ISBN 3-89844-177-6. (Die original-Schwarzweißfilme von 1961/1962/1964 auf drei DVDs)

### CD-ROM
- Jim Knopf und Lukas der Lokomotivführer. Folge 1. Für Windows 98 – XP; Terzio-Verlag, Oktober 2003, ISBN 3-932992-16-4.